# Liste der Fahnenträger der Olympischen Winterspiele 1928

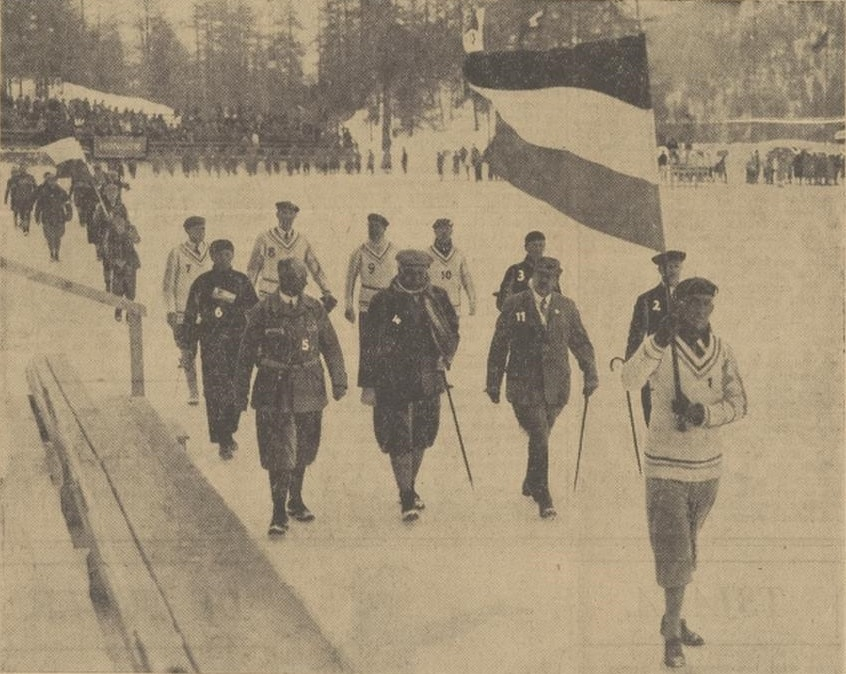
Einmarsch der Nationen

Die Liste der Fahnenträger der Olympischen Winterspiele 1928 führt die Fahnenträger bei der Eröffnungsfeier auf.
Beim Einmarsch der Nationen zogen Athleten aller teilnehmenden Länder ins Eisstadion Badrutts Park ein. Bei der Eröffnungsfeier wurden die einzelnen Teams von einem Fahnenträger aus den Reihen ihrer Sportler oder Offiziellen angeführt, der entweder von ihrem jeweiligen Nationalen Olympischen Komitee (NOK) oder von den Athleten selbst bestimmt wurde.

## Reihenfolge
Die Schweizer Mannschaft marschierte als Gastgebernation zuletzt ein. Die anderen Länder betraten das Stadion in alphabetischer Reihenfolge in der Sprache der Gastgebernation, in diesem Fall Französisch. Diese Reihenfolge entspricht sowohl der Tradition als auch den Statuten des Internationalen Olympischen Komitees (IOK).

## Liste der Fahnenträger
Nachfolgend führt eine Liste die Fahnenträger der Eröffnungsfeier aller teilnehmenden Nationen auf, sortiert nach der Abfolge ihres Einmarsches. Die Liste ist zudem sortierbar nach ihrem Staatsnamen, nach Mannschaftskürzel, nach Anzahl der Athleten, nach dem Nachnamen des Fahnenträgers und dessen Sportart.

### Nach Nationen
| Abfolge | Nationalmannschaft | Französischer Name    | Kürzel | Athleten | Fahnenträger             | Sportart                          |
| ------- | ------------------ | --------------------- | ------ | -------- | ------------------------ | --------------------------------- |
| 1       | Deutsches Reich    | Allemagne             | GER    | 43       | Karl Neuner              | Nordische Kombination             |
| 2       | Argentinien        | Argentine             | ARG    | 10       | Arturo Gramajo           | Bob                               |
| 3       | Österreich         | Autriche              | AUT    | 39       |                          |                                   |
| 4       | Belgien            | Belgique              | BEL    | 24       |                          |                                   |
| 5       | Kanada             | Canada                | CAN    | 23       | John Porter              | Eishockey                         |
| 6       | Estland            | Estonie               | EST    | 2        | Eduard Hiiop             | Eiskunstlauf                      |
| 7       | Vereinigte Staaten | États-Unis d’Amérique | USA    | 24       | Godfrey Dewey            | Offizieller                       |
| 8       | Finnland           | Finlande              | FIN    | 18       | Esko Järvinen            | Nordische Kombination Skispringen |
| 9       | Frankreich         | France                | FRA    | 38       | Jean Thorailler          | Offizieller                       |
| 10      | Großbritannien     | Grande-Bretagne       | GBR    | 32       |                          |                                   |
| 11      | Niederlande        | Hollande              | HOL    | 7        | Edwin Teixeira de Mattos | Bob                               |
| 12      | Ungarn             | Hongrie               | HUN    | 14       | Gyula Szepes             | Skilanglauf Nordische Kombination |
| 13      | Königreich Italien | Italie                | ITA    | 13       | Ferdinand Glück          | Skilanglauf                       |
| 14      | Japan              | Japon                 | FRA    | 6        | Takahashi Subaru         | Skilanglauf                       |
| 15      | Lettland           | Lettonie              | LAT    | 1        | Alberts Rumba            | Eisschnelllauf                    |
| 16      | Litauen            | Lituanie              | LTU    | 1        |                          |                                   |
| 17      | Luxemburg          | Luxembourg            | LUX    | 5        | Guillaume Heldenstein    | Bob                               |
| 18      | Mexiko             | Mexique               | MEX    | 5        |                          |                                   |
| 19      | Norwegen           | Norvège               | NOR    | 25       | Ole Reistad              | Militärpatrouille                 |
| 20      | Polen              | Pologne               | POL    | 26       | Andrzej Krzeptowski      | Skispringen                       |
| 21      | Rumänien           | Roumanie              | ROM    | 10       |                          |                                   |
| 22      | Schweden           | Suède                 | SWE    | 24       | Viking Harbom            | Offizieller                       |
| 23      | Tschechoslowakei   | Tchécoslovaquie       | TCH    | 27       |                          |                                   |
| 24      | Jugoslawien        | Yougoslavie           | YUG    | 6        |                          |                                   |
| 25      | Schweiz            | Suisse                | SUI    | 41       | Hans Eidenbenz           | Nordische Kombination             |

### Nach Sportarten
| Sportart              | Nationen                                                                                             | Anzahl |
| --------------------- | --- | ------ |
| Bob                   | Argentinien – Luxemburg – Niederlande                                                                | 3      |
| Eishockey             | Kanada                                                                                               | 1      |
| Eiskunstlauf          | Estland                                                                                              | 1      |
| Eisschnelllauf        | Lettland                                                                                             | 1      |
| Militärpatrouille     | Norwegen                                                                                             | 1      |
| Nordische Kombination | Deutsches Reich – Finnland – Schweiz – Ungarn                                                        | 4      |
| Skilanglauf           | Königreich Italien – Japan – Ungarn                                                                  | 3      |
| Skispringen           | Finnland – Polen                                                                                     | 2      |
| Offizieller           | Frankreich – Schweden – Vereinigte Staaten                                                           | 3      |
| unbekannt             | Belgien – Großbritannien – Jugoslawien – Litauen – Mexiko – Österreich – Rumänien – Tschechoslowakei | 8      |